# 메인랜드 (오크니 제도)

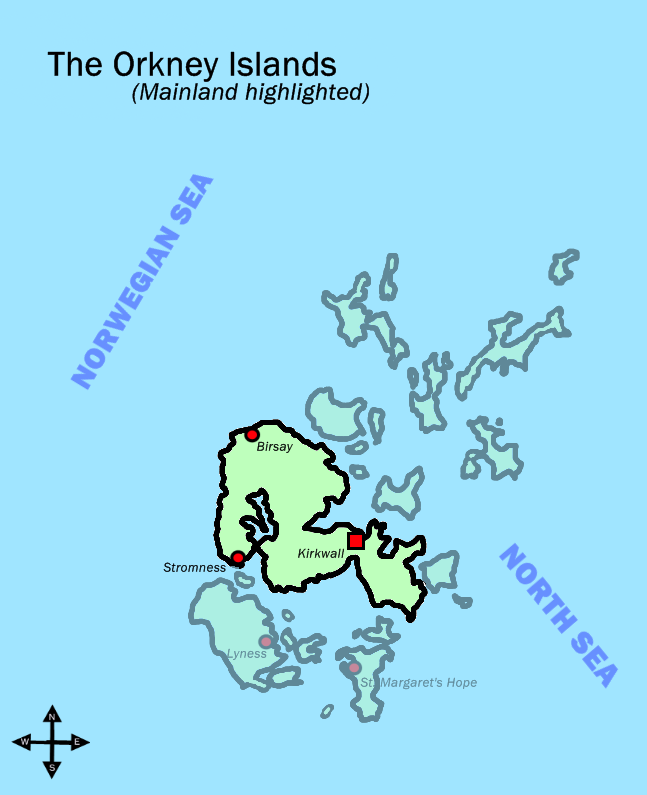
메인랜드

메인랜드(Mainland)는 오크니 제도의 섬이다. 인구는 15,315명이다.

## 같이 보기
- 메인랜드 (셰틀랜드 제도)